# Лесси (телесериал, 1997)
«Лесси» (Lassie) — канадский телесериал, который транслировался с 1997 по 1999 в Канаде на канале YTV и в Соединенных Штатах по воскресеньям вечером на канале Animal Planet. Это модифицированный ремейк оригинального сериала Лесси (1954—1973) о мальчике и его верном псе. Как и в предыдущих сериалах и фильмах о Лесси, начиная с оригинального фильма 1943 года «Лесси возвращается домой», в главной роли снималась обученная колли .

## Описание
В этом сериале Лесси канадского производства снялся Кори Севье в роли 13-летнего Тимми Кэбота, живущего в вымышленном городе Хадсон Фоллс, штат Вермонт. Шоу было снято в Квебеке компанией Cinar Inc.. По сюжету этого сериала, Тимми и его недавно овдовевшая мать, доктор Карен Кэбот, переехали в Хадсон Фоллс, где Карен получает работу ветеринара.
В первом сезоне (1997), Лесси играл колли Говард, потомок в восьмом поколении Пэла, снимавшегося в оригинальном фильме 1943 года «Лесси возвращается домой». Как и Пэл, снимавшийся во всех предыдущих фильмах о Лесси и начале телесериала, Говард принадлежал и обучался на фирме «Уэзервокс. Обученные собаки», основанной братьями Фрэнком и Раддом Уэзервоксами . В середине сериала студия заменила Говарда собакой, не являющейся потомком Пэла. После протестов поклонников Лесси, Эй-эйII, сын Говарда и прямой потомок Пэла в девятом поколении, был принят на роль Лесси в последних тринадцати эпизодах шоу.
Хотя молодой Кори Севье впечатлил критиков, другие жаловались, что в сериале Лесси низведена до роли свидетеля, в то время как больше внимания уделяется отношениям семьи Кэбот с различными горожанами, вместо показа трюков и подвигов Лесси, как это было традиционным в предыдущих фильмах и сериалах о знаменитой собаке.
Шоу было отменено после двух сезонов. В общей сложности были сняты 49 эпизодов.

## В ролях
- Кори Севье — Тимми Кэбот
- Сьюзан Элмгрен — доктор Карен Кэбот[5]
- Уолтер Мэсси — д-р Дональд Стюарт
- Тим Пост — Итан Беннет

## DVD-релиз
Полный первый сезон был выпущен на DVD в 2006 году. Этот релиз в настоящее время переиздан.